# Tamborito
Il Tamborito, tradotto letteralmente in "piccolo tamburo", è un genere di musica e danza folcloristica panamense e anche colombiano (Tamborito Chocoano),
risalente al XVII secolo. Il Tamborito è la canzone e il ballo nazionale di Panama. Il ballo è una danza romantica, di coppia, che spesso coinvolge un piccolo gruppo di percussioni e, in tutte le versioni, un coro femminile. Il Tamborito viene eseguito in costumi formali di fronte a grandi folle interattive che formano un grande cerchio attorno agli artisti. I membri di tali folle partecipano spesso alle percussioni della canzone e alla danza vera e propria. Il Tamborito è più comunemente eseguito durante le feste panamensi e, in particolare, durante il Carnevale di Panama.

## Storia
Il Tamborito è un derivato di danze meticce e musica folcloristica, con la melodia che affonda le sue radici già nel diciassettesimo secolo. Questo genere di musica folklorica è un misto ibrido tra le culture spagnola, amerinda e africana. Il ritmo del Tamborito è di influenza africana, i testi tendono ad essere ripetitivi e, come nella musica vocale dell'Africa occidentale, incorporano anche le cronache popolari. Il più famoso Tamborito di Panama fu scritto nel 1918 da Juan Pastor Peredes, messo in musica da Carmen Lagnon, intitolato El tambor de la alegria.

## Composizione musicale
Il Tamborito è eseguito musicalmente al ritmo dei tamburi, il battito dei piedi, il battito delle mani e il canto di poesie in musica chiamate coplas. A livello vocale il Tamborito è guidato da una cantante, la cantalante, che canta la lussuria, la frustrazione, la tensione sessuale e l'attrazione percepita tra gli uomini e le donne durante il carnevale. Gli spettatori in vista e in attesa di un gruppo di artisti, noto come estribillio, rispondono al canto del cantalante battendo le mani due volte su una battuta e cantando la copla. Le coplas sono poesie spagnole, che vengono cantate liricamente e comprendono strofe di quattro versi.
Le percussioni coinvolte nel Tamborito sono composte da tre tamburi al centro del cerchio creato dall'estribillio. Ci sono tre tamburi, originari di Panama, usati nell'esibizione del Tamborito: il "Caja", il "Repujador" e il "Repicador". Tutti questi tamburi provengono dallo svuotamento di alberi locali, panamensi, con le teste costruite con pelle bovina conciata.
I tamburi rappresentano i tre aspetti principali del Tamborito. Il Caja è il più piccolo dei tamburi usati nel Tamborito. Il Caja è un corto, ampio tamburo usato per creare toni staccati, molto simili a quelli creati dall'estribillio. Il Repujador è l'aspetto maschile del Tamborito, poiché questo tamburo crea la base. Il Repujador è un tamburo lungo e sottile. Il Repicador è l'aspetto finale, femminile, del Tamborito. Il Repicador ha una forma simile al Repujador, tuttavia il Repicador crea note con toni acuti che vengono adattate al ritmo.

## Danza Tamborito
La danza del Tamborito è quella tra un uomo e una coppia di donne. La danza è di natura sessuale, spesso indicata come una danza da corteggiamento e inizia con il battito di mani della folla e la riproduzione del suono della banda di percussioni.
Mentre i ballerini di sesso femminile e maschile prendono posto all'interno del cerchio, il suonatore del Repicador darà un segnale ai ballerini sotto forma di tre colpi. In risposta, la danzatrice farà alla banda di percussioni tre riverenze, conosciute come quiebres, l'ultima delle quali si traduce in un roteare del corpo delle ballerine. Il ballerino maschio si inginocchierà tre volte, gesto conosciuto come golpes magistrales, iniziando così la danza del Tamborito.
La danza è una serie di passi strascicati, con la donna che manovra la gonna in modo provocatorio e l'uomo che posiziona le braccia in modo protettivo. Al termine della danza, il suonatore dei Repicador dà ancora tre colpi, i ballerini di sesso maschile e femminile fanno una riverenza ancora una volta e la folla dà sua l'approvazione alla danza nella forma di un canto di "Vivas".

## Abbigliamento del Tamborito
L'abbigliamento indossato da musicisti e ballerini durante il Tamborito è piuttosto elegante e appariscente. Le donne indossano un abito ricamato noto come La Pollera e gli uomini indossano un costume chiamato El Montuno.
La Pollera è un abito indossato solo in occasione dei festival ed è composto da due balze, ricamate con colori e disegni intricati, due pon-pon sono fissati sul davanti e sul retro del petto della donna, con pizzo drappeggiato con grazia da inserti lavorati a mano in pizzo fino alla scollatura. Le cuciture e il filo utilizzati per i dettagli della Pollera devono essere dello stesso colore delle scarpe di velluto senza tacco. L'equipaggiamento della donna è completato con fermagli in oro e un copricapo appariscente, che dovrebbe assomigliare a una corona. Il copricapo è comunemente realizzato con una conchiglia.
Il Montuno indossato dagli interpreti maschili è molto meno intricato della Pollera indossata dalle donne. È generalmente costituito da una camicia a maniche lunghe con colletto bianco, che si adatta liberamente all'esecutore. I pantaloni indossati dal maschio sono in cotone nero, blu navy o bianco e arrivano al ginocchio. Completano il costume un cappello di paglia poco profondo e scarpe di tela o di pelle.

## Nella cultura di massa
Oltre ad essere il canto e la danza nazionale di Panama, il Tamborito è importante per la cultura panamense perché la musica folkloristica gioca un ruolo continuo nella musica contemporanea di Panama. Il genere musicale Tamborito compete, per la radio e le vendite discografiche, con l'altra musica popolare di Panama ed ha creato celebrità panamensi come Sammy e Sandra Sandoval.